# Serra dos Carajás
Serra dos Carajás é uma grande cordilheira e acidente geográfico presente no sudeste do estado do Pará, no Brasil. A serra leva o nome dos índios Carajá que habitam a área há séculos. Confluente ao seu território está a Província Mineral Carajás, onde desenvolve-se o Projeto Grande Carajás, um imenso projeto de extração mineral, de produção agrícola, de transformação e beneficiamento mineral, de produção energética e de infraestruturas logísticas. Anteriormente à colonização de origem portuguesa, esse território era povoado pelos povos carajás, suruís-aiqueuaras e caiapós.
A extensão da serra subdivide-se em regiões, como Serra Norte, Serra Sul, Serra Leste, Serra do Sossego, Serra Oeste, Serra do Buriti e outras. Ao sul da Serra dos Carajás há a formação da Serra dos Gradaús e ao oeste a Serra do Cachimbo. Nesta região é possivel observar a canga amazônica, que é uma vegetação de campo rupestre que ocorre sobre formações de rochas ferríferas no sudeste do estado do Pará.
A Serra dos Carajás, assim como seu entorno, atualmente encontram-se densamente povoados. Grandes centros urbanos se instalaram nas proximidades do acidente geográfico, fato que contribuiu para a profunda modificação paisagística ocorrida no local a partir da década de 1970. A própria serra encontra-se em contínuo processo de modificação paisagística devido aos grandes projetos minerários assentados em seu território.

## Importância econômica para a região
Faz parte da maior região da Floresta Amazônica e é conhecida por seus ricos recursos minerais, principalmente minério de ferro. Carajás é uma das maiores províncias minerais do mundo e contém vastas jazidas de minério de ferro de alto teor. A Mina de Carajás, operada pela mineradora brasileira Vale, é uma das maiores minas de minério de ferro a céu aberto do mundo. Está em operação desde a década de 1980 e contribui significativamente para a economia brasileira.
Além do minério de ferro, a região da Serra dos Carajás também é conhecida por suas jazidas de outros minerais, como manganês, ouro e cobre. Esses recursos atraíram atividades de mineração, levando ao desenvolvimento de cidades e infraestrutura na área.
Além da mineração, a região da Serra dos Carajás também possui atividades agrícolas, principalmente a pecuária e o cultivo da soja. A Estrada de Ferro Carajás, que liga a região ao litoral, facilita o escoamento tanto de minérios quanto de produtos agrícolas.

## Importância ambiental
É o lar de uma grande variedade de espécies vegetais e animais, incluindo várias espécies endêmicas e ameaçadas de extinção. Esforços têm sido feitos para proteger o ambiente natural da região, com o estabelecimento de unidades de conservação como a Floresta Nacional de Carajás e o Parque Nacional Tapirapé-Aquiri.

## Canga amazônica

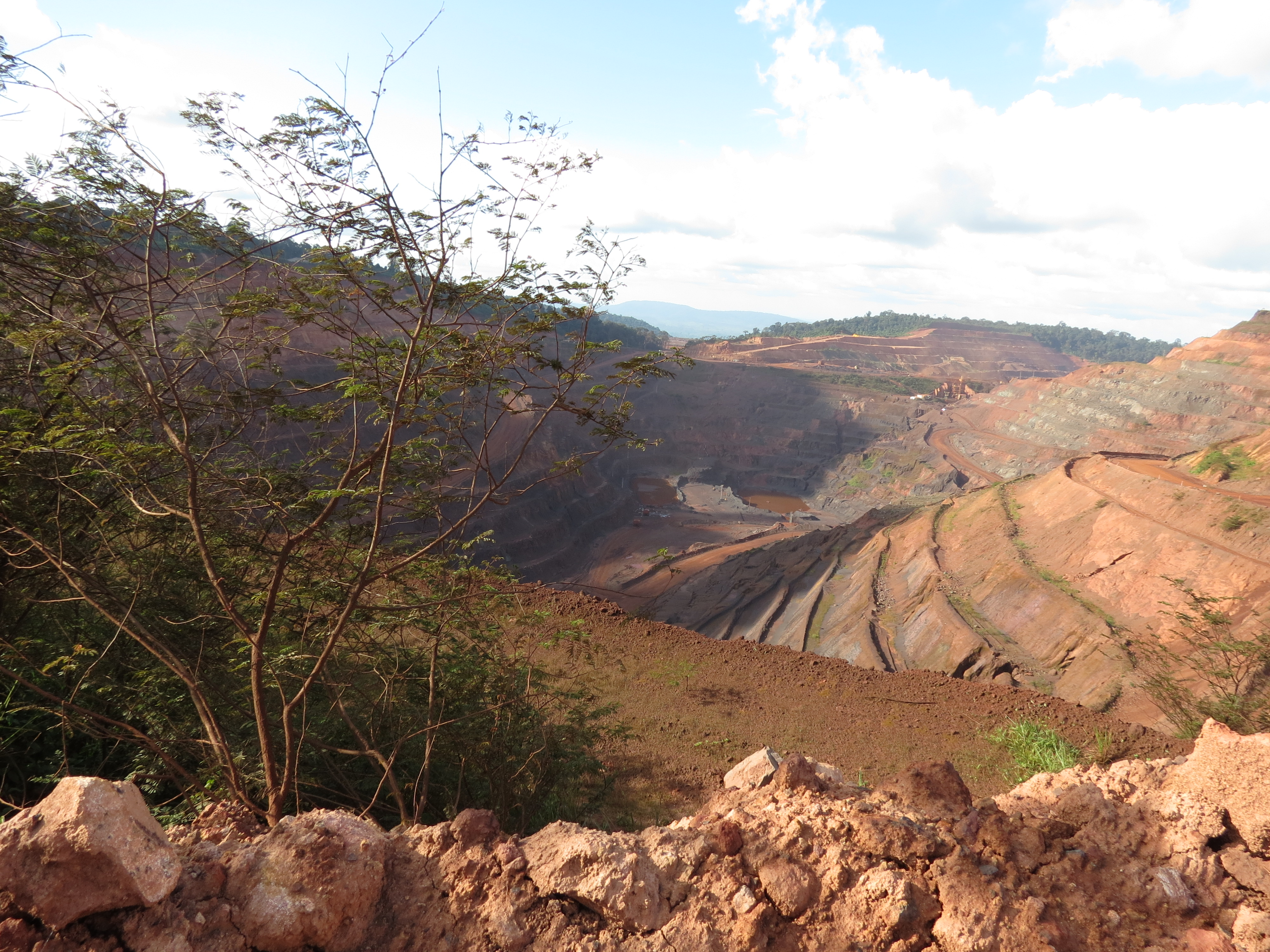
Serra N1 em fevereiro de 2016

É uma vegetação aberta em ambiente de terras altas (denominado campo rupestre) depositadas sobre rochas ferruginosas.
No Brasil, as cangas ocorrem em ilhas de vegetação aberta no denominado Quadrilátero Ferrífero no estado de Minas Gerais e na Serra do Carajás – sudeste do estado do Pará. Serra do Carajás é um complexo montanhoso caracterizado pela riqueza de recursos minerais, relevo acidentado e presença de platôs de afloramentos de rochas ferruginosas isolados. Este complexo montanhoso, também referido como Província Mineral de Carajás, inclui partes dos municípios de São Félix do Xingu, Ourilândia do Norte, Curionópolis, Eldorado do Carajás, Parauapebas, Canaã dos Carajás e Água Azul do Norte.
Tipo de solo
Solo ferruginoso intemperado, oxídico com baixo pH; profundo, antigo, distribuindo-se por elevados platôs de 900m a 1800 m de altitude.
Tipo de vegetação
Vegetação influenciada pelo tipo de solo (sistema edáfico), podendo ser diferenciada em "campos rupestres abertos", em solos mais rasos da região de Carajás, e em "campos rupestres arbustivos", sendo a fitofisionomia predominante, ocorrendo em solos mais profundos.
No geral, incluem vegetação rupícola, associada a rochas expostas; campos graminosos e savanas que ocorrem onde o substrato rochoso está mais fragmentado; vegetação higrófila, associada a riachos e lagoas, perenes ou sazonais; e os capões de floresta decídua ou semidecídua associados a áreas com maior acúmulo de matéria orgânica sobre o substrato ferruginoso.
Apresentam altos níveis de rotatividade e endemismo, com espécies raras e geograficamente restritas. São presentes nas Cangas mais de 1.000 espécies de plantas terrestres, das quais 89 são briófitas, 855 são angiospermas, distribuídas em 115 famílias de plantas que ocorrem na canga. Quatro gêneros e 38 espécies  são relatados como endêmicos dos afloramentos de canga do Carajá, que somam 120 km² de área total.
Ocorrência de famílias, gêneros e espécies
As famílias mais comuns na canga amazônica são Fabaceae, Melastomataceae, Rubiaceae, Poaceae, Cyperaceae, Euphorbiaceae, Malvaceae, Asteraceae, Convolvulaceae, Solanaceae, Lamiaceae.
Espécies predominantes
Anemopaegma carajasense, Rhynchospora seccoi, Mimosa skinneri var. carajarum e  Pleroma carajasense.
Espécies endêmicas
Ipomoea carajasensis D. Austine, Ipomoea marabaensis D. Austin & Secco, Mimosa skinneri Benth. var. carajarum e Mimosa acutistipula var. ferrea Barneby.
Espécies ameaçadas de extinção
Devido à distribuição restrita ao solo ferruginoso de Carajás, a espécie Ipomoea carajasensis D. Austine se encontra na lista de espécies ameaçadas de extinção, inseridas na categoria "perigo".
Clima
De acordo com a Classificação climática de Köppen-Geiger, o clima da canga na amazônia é tropical quente e úmido – "Aw"; A canga está sob a faixa do corredor seco da Amazônia Oriental, com altas incidência de luz e baixa disponibilidade hídrica sazonal.
Preservação
Criado em 2015, o Parque Nacional dos Campos Ferruginosos é uma unidade de conservação federal localizado no estado do Pará, abrangendo os municípios de Canaã dos Carajás e Parauapebas, tem como objetivo principal a proteção dos ecossistemas naturais da região, especialmente as canga. Além dela, A Floresta Nacional de Carajás (FLONA Carajás) foi criada em fevereiro de 1998 para uso sustentável. Posteriormente, outras unidades de conservação foram criadas no entorno da FLONA Carajás, sendo estabelecido o Mosaico de Carajás.